# تیرانداز (فیلم ۱۹۹۷)
تیرانداز (انگلیسی: The Shooter) فیلمی به کارگردانی فرد اولان ری است که در سال ۱۹۹۷ منتشر شد.